# Budapesta Torna Club
 Budapesta Torna Club cunoscută BTC sau Budapesta TC a fost un club sportiv fondat în anul 1885 cu sediul în Budapesta. Clubul avea discipline ca box, atletism, ciclism, baschet, tenis, handbal, scrima și fotbal.
Budapesta TC a fost printre primele cluburi ale Imperiului Austro-Ungar și din 1897 a avut o echipă de fotbal. Budapesta TC a cucerit primele două ediții ale campionatului Ungariei în 1901 și 1902. De altfel în 1902 ajunge până în finala  Cupei Challenge pe care o pierde în favoarea echipei Vienna Cricket and Football Club.
În 1910, BTC a fost învinsă de MTK Budapesta cu scorul de 3-1. Potrivit unor surse istorice se pare că Budapesta TC ar fi câștigat Challenge Cup, Ediția 1909-1910 învingând în finală pe  Wiener Sport-Club cu scorul de 2-1. Cele mai multe dintre surse arată că nu s-a ținut turneul în acest an.

## Palmares
- Campioană Soproni Liga 1901, 1902
- Vice-Campioană Soproni Liga 1903
- Vice-Campioană Cupa Challenge 1901-1902
- Campioană incertă a Cupei Challenge 1910

## Referințe

Budapesta Torna Club în 1897